# Charles François Dumouriez
Charles François du Périer, conhecido como Dumouriez, (Cambrai, 26 de janeiro de 1739 – Turville Park, Buckinghamshire, 14 de março de 1823) foi um general francês, vencedor da batalha de Valmy, no norte da França, contra os prussianos, em 20 de setembro de 1792, juntamente com o general François-Étienne Kellermann. Conquistou a Bélgica e defendeu a ideia de uma república belga independente, opondo-se assim à Convenção. Posteriormente destituído do comando, passou a servir os inimigos da França a soldo dos ingleses.
Escreveu o livro État présent du Royaume du Portugal en l'année MDCCLXVI (Lausanne: Chez François Grasset et Comp., 1775), enquanto espião particular do rei Luís XV de França. Foi um dos muitos aventureiros que realizavam missões de informação e de diplomacia paralela para o rei francês, e que eram por isso conhecidos pelo nome genérico de Cabinet Noir ou Secret du Roi.
O livro é um importante panorama de Portugal no século XVIII, descrevendo sua geografia, suas colônias (pp. 57–101), seu exército, os costumes de seus habitantes bem como sua organização política e social. Nas páginas 172 e 173, aparece uma referência às touradas portuguesas. Este livro "gozou de grande estima em seu tempo" (Larousse).